# 야마시타 기요시
야마시타 기요시(일본어: 山下 清, 1922년 3월 10일 ~ 1971년 7월 12일)는 일본의 화가로, 일본 내를 방랑했던 것으로 알려져 있다.

## 인물

### 출생부터 어머니의 재가까지
도쿄부 도쿄시 아사쿠사구다나카 촌(현 도쿄도 다이토구 니혼 즈쓰미)에서 오바시 기요하루(大橋淸治)·후지의 장남으로 태어났다. 그가 태어난 다음해에 간토 대지진에 의해 다나카 촌 일대가 소실되면서 양친의 고향인 니가타현의 니가타시(현 니가타 시 주오 구) 시라야마로 이사한다. 그로부터 2년후인 3세 때에 무거운 소화불량에 목숨의 위험에 빠지고, 한 목숨이야말로 건졌지만, 가벼운 언어 장해, 지능장애의 후유증을 앓는다. 일가는 1926년에는 아사쿠사(淺草)에 되돌아왔지만 뇌출혈로 아버지 기요하루(淸治)가 1932년에 사망하였으며, 어머니 후지는 재혼한다. 그 재혼 상대는 소학교(이시하마 소학교)에서 괴롭힘을 당한 것을 이야기하는 기요시에게 "칼로 상대를 다치게 해라"라고 부추기는 양부로, 왕따를 만났을 때에 연필깎이용의 작은 나이프를 손에 들게 된 기요시는 동급생을 대부상을 시킨 적이 있다.

### 치기리 종이 세공과의 만남
1934년 봄, 남편이 부재의 사이에 어머니 후지가 기요시를 포함한 아이 3명을 데려서 기타센주(北千住)(아다치 구 센주)의 기친야도(木賃宿)에 달아나나, 생활의 곤궁으로, 곧 스기나미구 호난 초(현 스기나미 구 호난(方南))에 있는 모자가정을 위한 사회복지시설 "인보관"에 이사. 최근에 어머니 후지의 옛 성인 야마시타 기요시를 자칭하게 된다. 그러나, 새로운 학교에서도 공부에 대해서 갈 수 있지 않고, 같은 해 5월, 지바현 히가시카쓰시카 군 하치만정 오아자(大字) 야와타 기누가와(衣川)(현 지바 현 이치카와 시(市川市) 모토키타카타(本北方)3-13-11)의 지적장애아시설 "야와타 학원"에 맡길 수 있다. 이 학원에서의 생활로 "치기리 종이 세공"에 우연히 만남. 이것에 몰두해 가는 중에서 갈고 닦아진 재능은, 1936년부터 야와타 학원의 고문의사를 근무하던 정신병이학자의 시키바 류자부로(式場隆三郎)의 눈에 뜨이고, 시키바의 지도를 받는 것으로 일층 충실해 갔다. 1937년 가을에는 야하타 학원의 원아들의 붙인 그림에 주목한 와세다 대학 강사의 도가와 유키오(戸川行男)에 의해 와세다대학에서 작은 전람회가 행하여진 것 이외에 1938년 11월에는 동 대학의 오쿠마 소강당(大隈小講堂)에서 "특이아동노작 전람회"가 행하여져, 기요시의 작품도 전시되었다. 그리고 1938년 12월에 도쿄시 교바시구 긴자(현 : 주오구 긴자)의 화랑에서 첫 개인전을 개최, 1939년 1월에는, 오사카의 아사히 기념회관홀에서 전람회가 개최되어, 기요시의 작품은 많은 사람들에게서 찬탄을 받았다. 우메하라 류사부로(梅原龍三郎)도 기요시를 높게 평가한 한사람이었다.

### 방랑
야와타 학원에서의 재적 기간은 길었지만, 18세 때에 돌연 학원을 떠나고, 방랑의 여행에 나갔다.(1940년부터 1954년까지) 그러나, 탈주 후 2년 후 받게 된 징병검사를 받고 싶지 않았기 때문, 더욱 방랑을 계속했다. 21세 때, 식당에서 돕고 있었던 참이게 온 야하타 학원의 직원에 의해, 무리하게 징병 검사를 받게 했지만, 병역면제가 된다. 이 기록은 "방랑일기"(1956년)에 모아졌다. 한편, 이 때의 몸차림으로 텔레비전 드라마 등의 영향도 있어, 배낭을 업는 모습은 매우 유명하지만 실제로 배낭(rucksack)을 사용하고 있었던 기간은 2년정도와 짧고, 당초는 차상을 안아서의 여행이며, 그 후 보자기, 배낭과 변화되어 간다.

### 제작 활동
경이적인 영상기억력의 주인으로 "불꽃", "사쿠라지마(櫻島)" 등 가는 곳마다의 풍경을 많은 첩회(ja:貼絵)로 남겼다. 특히 불꽃을 좋아한 기요시는 불꽃대회개최를 우연히 들으면 전국에 발길을 옮기고 그 때의 감동한 정경을 그대로 작품에 마무리하고 있다. 불꽃을 손수 다룬 작품으로는 "나가오카의 불꽃"이 저명하다.
그러나, 여행지에서는 대부분 그림을 그린 적이 없고, 야와타 학원이나 실제로 집에 돌아가고 난 후의 기억을 기초로 그린 스타일이었다. 이 에피소드로부터, 기요시는 사반트 증후군이었다는 가능성이 높다고 말해지고 있다. 전후는 "일본의 고흐", "알몸의 대장"으로 불렸다. 1956년 도쿄 다이마루의 "야마시타 기요시전"을 처음, 전국순회전이 약130회 열려, 관객은 500만명을 뛰어넘었다. 다이마루의 전람회에는 당시에는 황태자였던 아키히토도 방문했다. 1961년 6월, 시키바 류자부로와 함께 약 40일간의 유럽 여행에 출발. 각지의 명소를 그림에 남겼다.
만년에는 도쿄 도 네리마구 야하라에 살고, "도카이도 53경"의 제작을 뜻하고, 도쿄에서 교토까지의 스케치 여행을 했다. 약 5년의 세월을 걸어서 55장의 작품을 남겼다. 단, 고혈압에 의한 안저 출혈에 걸리고, 그 완성은 위태로웠다. 1971년 7월12일, 뇌출혈에 의해 49세의 젊음으로 타계했다.
그 때문에, 조반선 아비코 역에서 판매되고 있었던 역 도시락 포장지의 디자인은 사계절을 테마에 4종류 의뢰되었지만, 3종류밖에 작성되지 않았다.
전 탤런트로 화가 지미 오니시는, 화랑에서 기요시의 작품을 보아서 충격 받은 것을 텔레비전 토크 프로그램에서 다수어 말야 있다. 일본의 화단에서는 다케히사 유메지와 함께 인기가 있음임에도 불구하고 평가되지 않고 있는 화가로 여겨진다.
그 인기 있음이나 소속하고 있었던 화단이 없었기 때문에, 그 작품을 감정할 수 있는 사람이 없는 것, 각지에서 답례 때문에 작품을 남겼다고 하는 텔레비전 드라마의 영향(실제로는 붙여 그림은 대부분 학원이나 자택에서 제작하고 있어서, 유족이 보관)에 의해 위조를 진짜로 속인 전람회 등이 개최된 것이 있다.

## 관련 드라마·영화·무대
- 알몸의 대장(ja:裸の大将 (映画))
- 알몸의 대장방랑기(ja:裸の大将放浪記)
- 신 알몸의 대장방랑기
- 근계 천황폐하님(ja:拝啓天皇陛下様)
- 이 하늘의 꽃 - 나가오카 불꽃이야기(ja:この空の花－長岡花火物語)

## 같이 보기
- 소박파
- 징병제
- 지적 장애
- 자폐증
- 사반트 증후군
- 요코하마 마린타워